# Cet âge est sans pitié
Pour plus de détails, voir Fiche technique et Distribution.
Cet âge est sans pitié  est un film français réalisé par Marcel Blistène, sorti en 1952.

## Fiche technique
- Titre : Cet âge est sans pitié
- Réalisation : Marcel Blistène, assisté de Gilles de Turenne
- Scénario : André Leclerc et Pierre Apestéguy (adaptation)
- Photographie : Raymond Clunie
- Cadreur : Roger Fellous
- Son : Lucien Lacharmoise
- Musique : Georges Van Parys
  - Auteurs des chansons originales : Pierre Apestéguy et André Tabet
- Société de production : Pafico
- Directeur de production : Jean Lefait
- Société de distribution : Les Films Georges Muller
- Pays d'origine :  France
- Langue : français
- Format : Couleur (Gevacolor) — 35 mm — 1,37:1 — Son : mono
- Genre : Comédie
- Durée : 85 minutes
- Date de sortie : France - 25 juin 1952
- Affiche : René Péron (France)

## Distribution
- Colette Darfeuil : Barbara Glamour, la star du film en tournage
- André Alerme : Boniface Médéric, le réalisateur du film
- Jean Tissier : Bigarreau, l'assistant-réalisateur
- José Noguero : Eduardo Tocata, le jeune premier
- Jean Vinci : André, un élève du Conservatoire en vacances avec trois camarades
- Jacques Famery : Léon, un élève du Conservatoire en vacances avec trois camarades
- France Degand : Christiane, une élève du Conservatoire en vacances avec trois camarades
- Colette Deréal : Monique, une élève du Conservatoire en vacances avec trois camarades
- Paul Demange : l'opérateur